# Pernilla
Pernilla  è un nome proprio di persona svedese femminile.

## Varianti
- Femminili: Pärnilla

### Varianti in altre lingue
- Danese: Pernille[1], Penille[1]
- Norvegese: Pernille[1]

## Origine e diffusione
Si tratta di un ipocoristico del prenome di origine latina Petronilla, attestato in Svezia sin dall'XI secolo.
La più antica attestazione della forma contratta Pernilla risale invece al 1526. Questo nome era attestato soprattutto nella provincia della Scania.
In Svezia, Pernilla divenne un nome alla moda negli anni cinquanta, sessanta e settanta, conoscendo il suo periodo di massima diffusione tra il 1960 e il 1979: negli anni settanta risultava tra i 25 nomi più diffusi.
Negli anni 2000, il nome non figura invece tra i primi 100 nomi svedesi più diffusi: nel 2014, si contavano 18344 persone che portavano il nome Pernilla, di cui 13178 persone lo portavano come primo nome, mentre nel 2005 erano invece rispettivamente 18204 e 13102. Nel 2002, furono battezzate con questo nome 88 bambine (74 come primo nome e 14 come secondo nome).
Meno diffusa è invece la forma danese e norvegese Pernille: in Danimarca, nel 2014, portavano Pernille come primo nome 62 persone, in Norvegia appena 17.

## Onomastico
Le persone che portano questo nome festeggiano l'onomastico il 31 maggio (in Svezia) o il 29 giugno (in Svezia e Finlandia). Un'altra data, fu, per un certo periodo, il 1º agosto.

## Persone

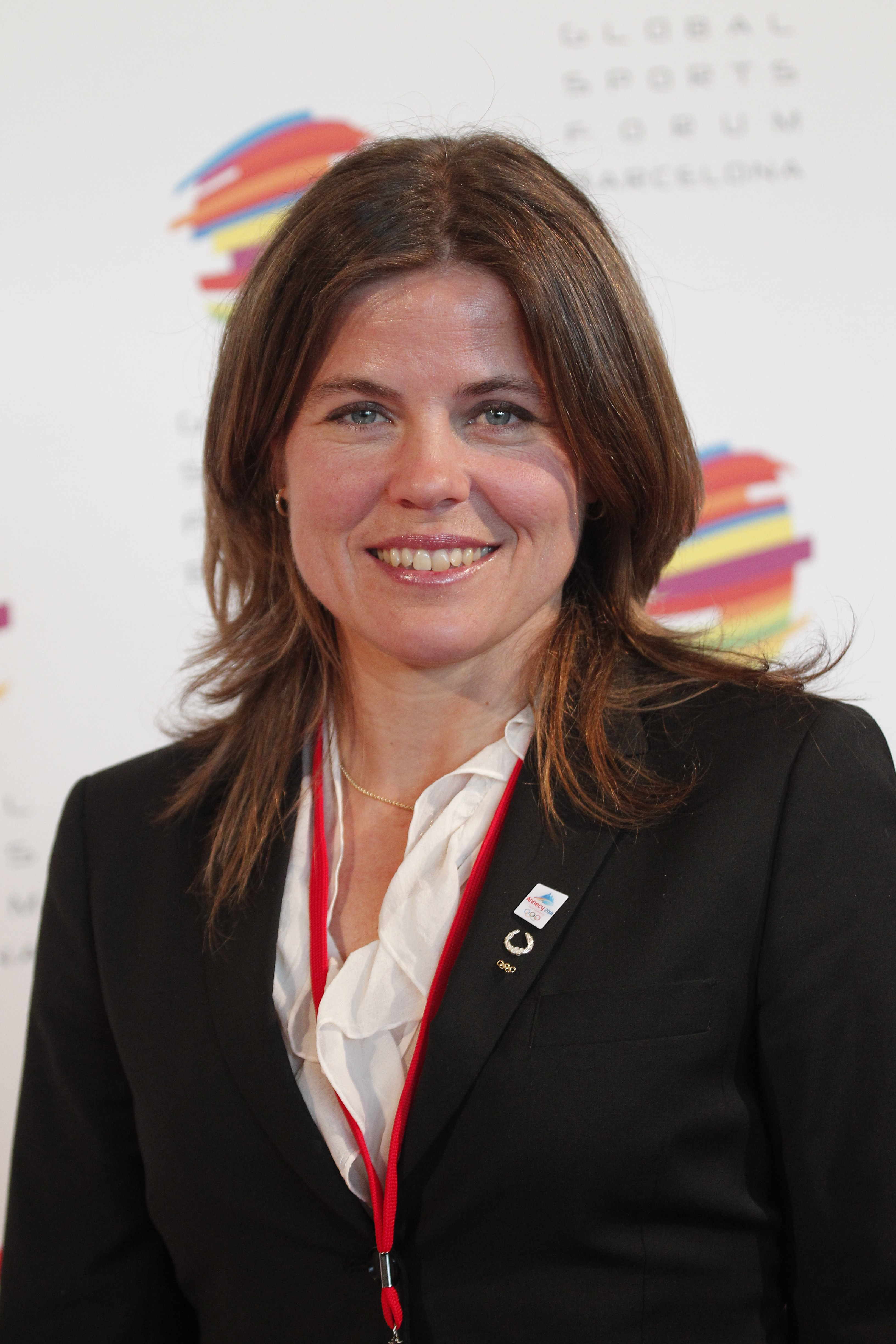
Pernilla Wiberg

- Pernilla August, attrice e regista svedese
- Pernilla Karlsson, cantante finlandese
- Pernilla Wiberg, sciatrice svedese

### Variante danese e norvegese Pernille
- Pernille Svarre, pentatleta danese

## Il nome nelle arti
- Pernilla è un personaggio dei film Executive Protection (2001), e Johan Falk: Ur askan i elden (2015), interpretato dall'attrice Alexandra Rapaport.[6].
- Pernilla Blomqvist è un personaggio del film del 2011 Millennium - Uomini che odiano le donne, interpretato dall'attrice Josefin Asplund[7].